# ولسوالی زنه‌خان
ولسوالی زنه‌خان یا زینه‌خان یکی از ۱۹ ولسوالی نوینِ ولایت غزنی، به مرکزیت شهرک دادو در جنوب خاوری افغانستان است. زنه‌خان از ولسوالی‌های درجه سوم ولایت غزنی بوده، ۳۲۴ کیلومترمربع مساحت دارد و جمعیت آن در سال ۱۳۹۹ حدود ۱۴٬۲۱۵ نفر می‌باشد.

## جغرافیا
در جنوب ولسوالی زنه‌خان، ولسوالی ده‌یک، در جنوب غرب آن ولسوالی غزنی، در شمال شرق آن ولایت لوگر و در شمال غرب آن ولایت میدان وردک قرار دارد. تمام باشندگان این ولسوالی پشتون‌ها می‌باشد.
| ژ                                                   | ف          | م         | آ       | م       | ژ        | ژ        | آ        | س       | اُ       | ن        | د       |
| ۱۶ ۴− ۱۳−                                           | ۱۰۴ ۴− ۱۱− | ۱۰۳ ۱۱ ۶− | ۹۴ ۲۳ ۱ | ۱۸ ۳۳ ۵ | ۱۵ ۳۹ ۱۱ | ۱۱ ۴۰ ۱۲ | ۲۲ ۳۸ ۱۲ | ۱۷ ۳۵ ۹ | ۲۷ ۲۶ ۳ | ۲۷ ۱۶ ۴− | ۳۵ ۴ ۹− |
| میانگین بالاترین و پایین‌ترین دما به مقیاس سانتیگراد |            |           |         |         |          |          |          |         |         |          |         |
| بارندگی به مقیاس میلی‌متر                            |            |           |         |         |          |          |          |         |         |          |         |
| منبع: Climate-Data.org                              |            |           |         |         |          |          |          |         |         |          |         |

| مقیاس فارنهایت و اینچ                              | مقیاس فارنهایت و اینچ | مقیاس فارنهایت و اینچ | مقیاس فارنهایت و اینچ | مقیاس فارنهایت و اینچ | مقیاس فارنهایت و اینچ | مقیاس فارنهایت و اینچ | مقیاس فارنهایت و اینچ | مقیاس فارنهایت و اینچ | مقیاس فارنهایت و اینچ | مقیاس فارنهایت و اینچ | مقیاس فارنهایت و اینچ |
| -------------------------------------------------- | --------------------- | --------------------- | --------------------- | --------------------- | --------------------- | --------------------- | --------------------- | --------------------- | --------------------- | --------------------- | --------------------- |
| ژ                                                  | ف                     | م                     | آ                     | م                     | ژ                     | ژ                     | آ                     | س                     | اُ                     | ن                     | د                     |
| ۰٫۶ ۲۵۹                                            | ۴٫۱ ۲۵۱۲              | ۴٫۱ ۵۲۲۱              | ۳٫۷ ۷۳۳۴              | ۰٫۷ ۹۱۴۱              | ۰٫۶ ۱۰۲۵۲             | ۰٫۴ ۱۰۴۵۴             | ۰٫۹ ۱۰۰۵۴             | ۰٫۷ ۹۵۴۸              | ۱٫۱ ۷۹۳۷              | ۱٫۱ ۶۱۲۵              | ۱٫۴ ۳۹۱۶              |
| میانگین بالاترین و پایین‌ترین دما به مقیاس فارنهایت |                       |                       |                       |                       |                       |                       |                       |                       |                       |                       |                       |
| بارندگی به مقیاس اینچ                              |                       |                       |                       |                       |                       |                       |                       |                       |                       |                       |                       |

| ژ                                                   | ف          | م         | آ       | م       | ژ        | ژ        | آ        | س       | اُ       | ن        | د       |
| ۱۶ ۴− ۱۳−                                           | ۱۰۴ ۴− ۱۱− | ۱۰۳ ۱۱ ۶− | ۹۴ ۲۳ ۱ | ۱۸ ۳۳ ۵ | ۱۵ ۳۹ ۱۱ | ۱۱ ۴۰ ۱۲ | ۲۲ ۳۸ ۱۲ | ۱۷ ۳۵ ۹ | ۲۷ ۲۶ ۳ | ۲۷ ۱۶ ۴− | ۳۵ ۴ ۹− |
| میانگین بالاترین و پایین‌ترین دما به مقیاس سانتیگراد |            |           |         |         |          |          |          |         |         |          |         |
| بارندگی به مقیاس میلی‌متر                            |            |           |         |         |          |          |          |         |         |          |         |
| منبع: Climate-Data.org                              |            |           |         |         |          |          |          |         |         |          |         |

| مقیاس فارنهایت و اینچ                              | مقیاس فارنهایت و اینچ | مقیاس فارنهایت و اینچ | مقیاس فارنهایت و اینچ | مقیاس فارنهایت و اینچ | مقیاس فارنهایت و اینچ | مقیاس فارنهایت و اینچ | مقیاس فارنهایت و اینچ | مقیاس فارنهایت و اینچ | مقیاس فارنهایت و اینچ | مقیاس فارنهایت و اینچ | مقیاس فارنهایت و اینچ |
| -------------------------------------------------- | --------------------- | --------------------- | --------------------- | --------------------- | --------------------- | --------------------- | --------------------- | --------------------- | --------------------- | --------------------- | --------------------- |
| ژ                                                  | ف                     | م                     | آ                     | م                     | ژ                     | ژ                     | آ                     | س                     | اُ                     | ن                     | د                     |
| ۰٫۶ ۲۵۹                                            | ۴٫۱ ۲۵۱۲              | ۴٫۱ ۵۲۲۱              | ۳٫۷ ۷۳۳۴              | ۰٫۷ ۹۱۴۱              | ۰٫۶ ۱۰۲۵۲             | ۰٫۴ ۱۰۴۵۴             | ۰٫۹ ۱۰۰۵۴             | ۰٫۷ ۹۵۴۸              | ۱٫۱ ۷۹۳۷              | ۱٫۱ ۶۱۲۵              | ۱٫۴ ۳۹۱۶              |
| میانگین بالاترین و پایین‌ترین دما به مقیاس فارنهایت |                       |                       |                       |                       |                       |                       |                       |                       |                       |                       |                       |
| بارندگی به مقیاس اینچ                              |                       |                       |                       |                       |                       |                       |                       |                       |                       |                       |                       |